# Arne Larsson (friidrottare)
Karl Arne Larsson, född 25 november 1912 i Floda församling i Södermanlands län, död 26 oktober 1994 i Klosters församling i Eskilstuna, var en svensk medeldistanslöpare. Han tävlade för Rindö SK.
Larsson är begraven på Klosterkyrkogården i Eskilstuna.